# Вулиця В'ячеслава Чорновола (Бровари)
Вулиця В’ячеслава Чорновола — магістральна вулиця на Масиві в місті Бровари.
Проєктувалася як магістраль, яка в майбутньому мала стати другим великим виїздом до Києва, однак у подальшому частина проєктної вулиці була забудована.

## Розміщення
Вулиця починається на перехресті з вулицями Київською і Героїв України, відомому як Порошинка Нерозривна частина закінчується на перехресті з вулицею Павла Чубинського. Водночас частина вулиці наявна в кварталі між відрізком вулиці Павла Чубинського та вулицею Михайла Драгоманова.
Неподалік від початку вулиці раніше було озеро Осокорщи́на. До 2012 року на цій території розміщувалися вежі цеху № 2 Броварського радіопередавального центру. З 2021 року триває проєктування і будівництво багатоповерхового житлового комплексу, яке лобіює Державна служба спеціального зв'язку та захисту інформації України.

## Забудова
Початок вулиці В'ячеслава Чорновола забудовано переважно хмарочосами та меншими багатоповерховими житловими будинками, а саме у складі житлових комплексів «Лісовий квартал», «Зелений квартал» і «Крона парк». Останній було збудовано після 2016 року на місці лісу. Станом на 2025 рік триває будівництво житлового комплексу «Крона парк 2». Більшість забудов здійснені компаніями, що перебувають у власності олігарха Віктора Поліщука.
Друга частина вулиці забудована переважно одно-двоповерховими садибними будинками та двоповерховим житловим комплексом «Оксамит».

## Інциденти
26 квітня 2024 на перехресті вулиць Київської та Чорновола, поблизу ресторану швидкого харчування KFC, голова Броварської РДА Володимир Майбоженко, будучи в нетверезому стані на авто Volvo, в'їхав в натовп. Внаслідок цього постраждало 4 людей, одна з них дитина. Пізніше мер Броварів Ігор Сапожко повідомив, що постраждалих госпіталізували. На наступний день президент Володимир Зеленський звільнив з посади Майбоженка і призначив на посаду в.о. Олексія  Дорошенка. А вже 5 листопада 2024 Зеленський призначив головою Броварської РДА, ветерана АТО та депутата від "Європейської Солідарності", Тараса Бакая.[джерело?]